# St. Martin (Erolzheim)

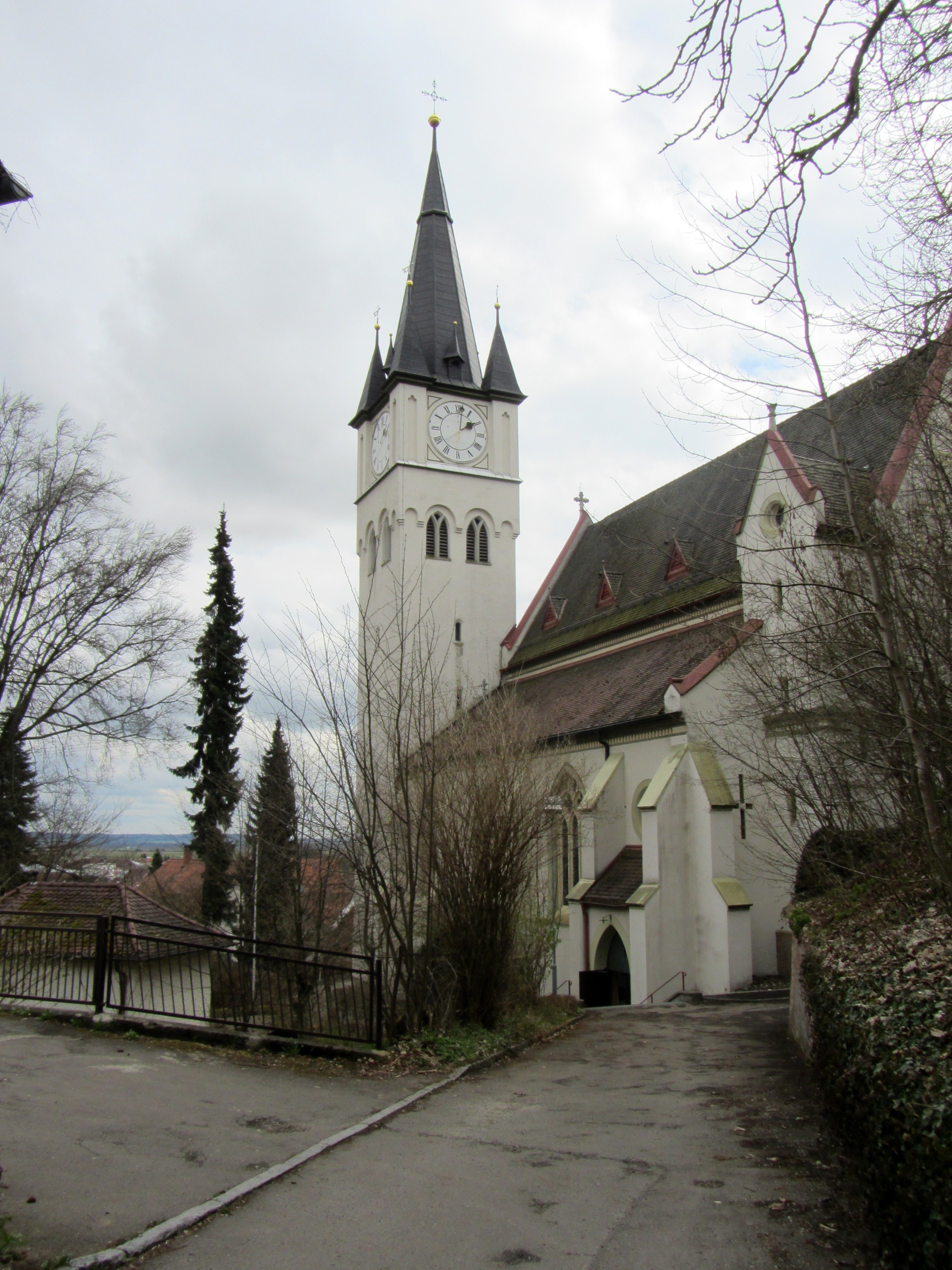
St. Martin in Erolzheim

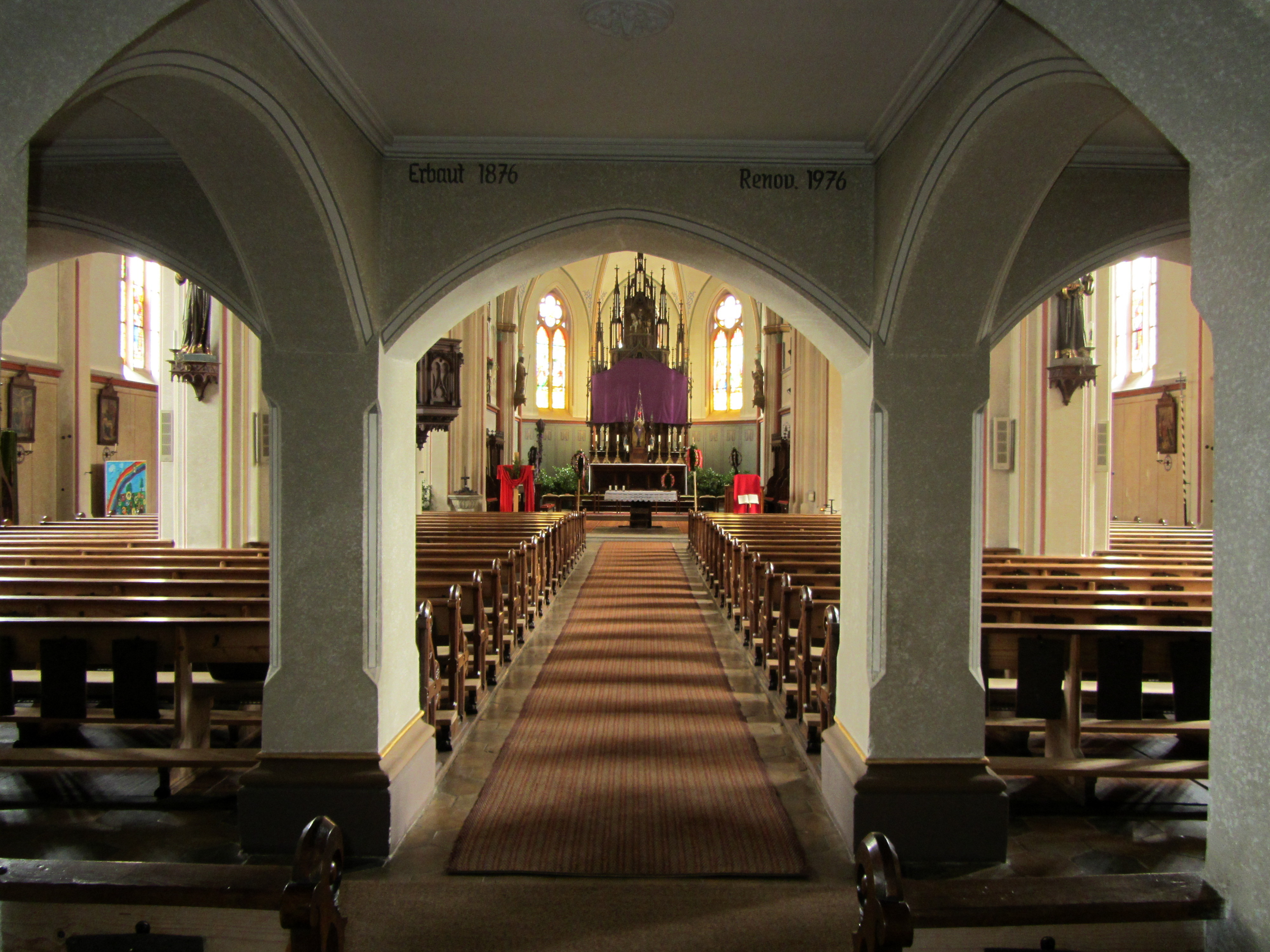
Innenansicht

Die römisch-katholische Pfarrkirche St. Martin steht in Erolzheim, einer Gemeinde im Landkreis Biberach in Baden-Württemberg. Die Kirchengemeinde gehört zum Dekanat Biberach in der Diözese Rottenburg-Stuttgart.

## Beschreibung
Die neugotische Hallenkirche wurde 1874–76 nach einem Entwurf von Friedrich von Schmidt erbaut. Ihr Langhaus besteht aus einem Mittelschiff und zwei Seitenschiffen. Der eingezogene, dreiseitig geschlossene Chor vor dem Mittelschiff steht im Osten. Ihre Außenwände werden von Strebepfeilern gestützt. Die unteren Geschosse des Chorflankenturms an der Nordwand des Chors stammen vom Vorgängerbau von 1495. Er wurde mit zwei Geschossen aufgestockt, das untere beherbergt hinter den als Biforien gestalteten Klangarkaden den Glockenstuhl, das obere die Turmuhr. Er erhielt einen spitzen Helm, der von kleinen Pyramidendächern an den Ecken flankiert wird. 
Die Orgel in einem neugotischen Prospekt wurde 1876 von Heinrich Conrad Branmann gebaut.